# Archidamos Ier
Pour les articles homonymes, voir Archidamos.
Archidamos Ier est un roi de Sparte entre 600 av. J.-C. et 575 av. J.-C..
Selon Pausanias, il succède à son père Anaxidame et il est le père de son successeur Agasicle.
Pendant tout son règne, Sparte est en paix.